# Chirothecia rosea
Chirothecia rosea là một loài nhện trong họ Salticidae.
Loài này thuộc chi Chirothecia. Chirothecia rosea được Frederick Octavius Pickard-Cambridge miêu tả năm 1901.